# Вилхелм Винделбанд
Вилхелм Винделбанд е германски философ, неокантианец от Баденската школа. Известна популярност са добили въведените от него определения за науките като „номотетични“ и „идиографични“. Трудовете му по история на философията са високо ценени.

## Биография
Роден е в семейството на пруски чиновник. Следва в университете на Йена (където слуша лекциите на Куно Фишер) и Хайделберг (където слуша лекциите на Херман Лоце). Като доброволец участва във Френско-пруската война от 1870 г. В Берлин защитава дисертация върху случайността през 1870 г. под ръководството на Херман Лоце и по-късно се хабилитира с труд върху достоверността на познанието (1873).
Виндeлбанд не е съгласен с други неокантианци, твърдящи, че „да разбираме Кант, означава да го надминем“. Противно на своите съвременници позитивисти Винделбанд твърди, че философията трябва да се състои от хуманитарен диалог с естествената наука, а не от несигурни подходи и методи. Неговият интерес към психологията и културните науки представлява опозиция срещу психологизма и историцизма чрез критическа философска система.
След защитата на дисертацията си Винделбанд започва да преподава в Лайпцигския университет: след три години става частен доцент, а след шест – професор. Професор е в Цюрих (1876). От 1877 г. е професор в университета на Фрайбург, от 1882 г. – в Страсбург, от 1903 г. – в Хайделберг. Член е на Хайделбергската академия на науките от 1910 г.
Историко-философските трудове на Винделбанд са посрещнати добре, най-вече като алтернатива на хегелианството. Те се тиражирaт и превеждат в течение на целия 20 век.

## Tрудове
- Die Geschichte der neueren Philosophie in ihrem Zusammenhange mit der allgemeinen Cultur und den besonderen Wissenschaften dargestellt. 2 Bde. Leipzig, 1878–1880. Bd. 1: Von der Renaissance bis Kant. 1878. VIII, 580 S. Bd. 2: Die Blüthezeit der deutschen Philosophie. Von Kant bis Hegel und Herbart. 1880. VI, 398 S.
- Präludien. Aufsätze und Reden zur Einleitung in die Philosophie. Freiburg Breisgau, 1884. VI, 326 S. (преиздадени Präludien. Aufsätze und Reden zur Philosophie und ihrer Geschichte. 4., aberm. verm. Aufl. 1911. Bd. 1: XII, 276 S. Bd. 2: IV, 322 S.)
- Geschichte der alten Philosophie. Handbuch der classischen Alterthums-Wissenschaft in systematischer Darstellung. Mit besonderer Rücksicht auf Geschichte und Methodik der einzelnen Disziplinen. Hrsg. v. Iwan Müller. Abt. 5. Bd. 1. Tl. 1. Nördlingen, 1888. VIII, 338 S.
- Geschichte der Philosophie. Freiburg Breisgau, 1892. 516 S.
- Platon. Frommanns Klassiker der Philosophie, Bd. 9. Straßburg, 1900. 190 S.
- Lehrbuch der Geschichte der Philosophie. 3. Aufl. d. Geschichte der Philosophie. Tübingen, 1903. VIII, 576 S.
- Über Willensfreiheit. Zwölf Vorlesungen. Tübingen, 1904. VIII, 224 S.
- Die Philosophie im deutschen Geistesleben des XIX. Jahrhunderts. Fünf Vorlesungen. Tübingen, 1909. 120 S.
- Einleitung in die Philosophie. Grundriß der philosophischen Wissenschaften. Hrsg. v. Fritz Medicus. Bd. 1. Tübingen, 1914. XII, 442 S.
- Die Hypothese des Unbewussten. Festrede gehalten in der Gesamtsitzung der Heidelberger Akademie der Wissenschaften am 24. April 1914. Heidelberg, 1914. 22 S.
- Geschichtsphilosophie. Eine Kriegsvorlesung. Fragment aus dem Nachlass. Hrsg. v. Wolfgang Windelband. Kant-Studien. Ergänzungshefte. Bd. 38. Berlin, 1916. 68 S.